# Giorgio Jegher
Giorgio Jegher (Roma, 28 agosto 1937 – Lugano, 20 gennaio 1997) è stato un maratoneta italiano.
Nel 1963 divenne campione italiano in questa specialità su strada e nel 1964 prese parte ai Giochi olimpici di Tokyo, classificandosi diciassettesimo nella maratona.

## Palmarès
| Anno | Manifestazione  | Sede  | Evento   | Risultato | Prestazione | Note |
| ---- | --------------- | ----- | -------- | --------- | ----------- | ---- |
| 1964 | Giochi olimpici | Tokyo | Maratona | 17º       | 2h24'45"2   |      |

## Campionati nazionali
- 1 volta campione italiano assoluto della maratona (1963)

1963
- Oro ai campionati italiani assoluti (Reggio Calabria), maratona - 2h27'51"3